# كشف الوجوه

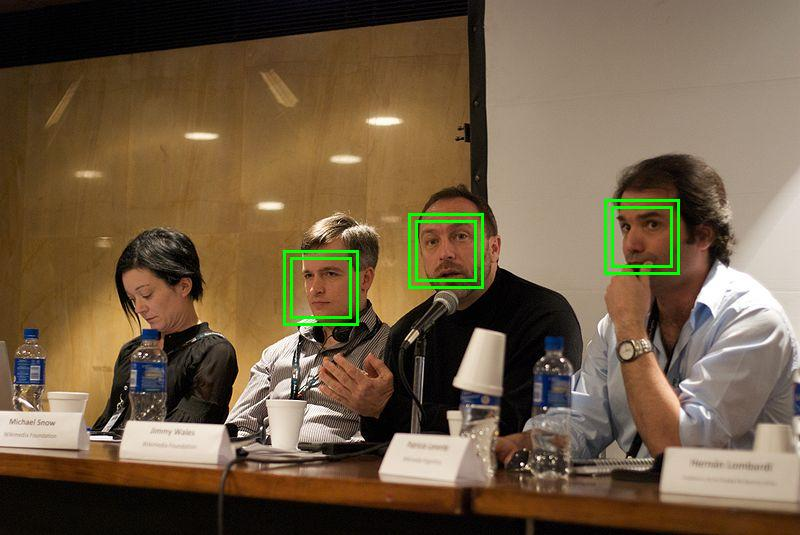
كشف وجوه تلقائي باستخدام OpenCV

كشف الوجوه هو تقنية حاسوبية تُستخدم في مجموعة متنوعة من التطبيقات التي تحدد الوجوه البشرية في الصور الرقمية. يشير اكتشاف الوجه أيضًا إلى العملية النفسية التي من خلالها يحدد البشر الوجوه ويهتمون بها في المشهد البصري.